# Процентный доход
Процентный доход — доход, получаемый владельцем денежных средств от предоставления их на время другим экономическим субъектам. Представляет собой компенсацию, выплачиваемую за пользование финансовыми средствами. Обычно выражается в форме годовой процентной ставки.
Процентный доход, получаемый собственником капитала, определяется процентной ставкой, размер которой определяется условиями договора между кредитором и заёмщиком, в соответствии с которым предоставляются денежные средства в кредит.
Процентный доход зависит не только от величины процентной ставки, но и от механизма начисления процентов. Так, если каждый раз начисляется процентный доход, который не увеличивает сумму первоначального вклада речь идёт о простом проценте, а при капитализации процентов — о сложном.
В случае, если размер процентной ставка меньше нуля, говорят обычно не о доходе, а о расходах по хранению денег.

## Простые, сложные и непрерывно начисляемые проценты
При многократном начислении простых процентов начисление делается по отношению к исходной сумме и представляет собой каждый раз одну и ту же величину.
Иначе говоря,
{\displaystyle S=P+P\cdot n\cdot i=(1+ni)P,}
где
{\displaystyle P} — исходная сумма,
{\displaystyle S} — наращенная сумма (исходная сумма вместе с начисленными процентами),
{\displaystyle i} — процентная ставка, выраженная в долях за период,
{\displaystyle n} — число периодов начисления.
В этом случае говорят о простой процентной ставке.
При многократном начислении сложных процентов начисление каждый раз делается по отношению к сумме с уже начисленными ранее процентами.
Иначе говоря,
{\displaystyle S=(1+i)^{n}P}
(при тех же обозначениях).
В этом случае говорят о сложной процентной ставке.
Часто рассматривается следующая ситуация. Годовая процентная ставка составляет {\displaystyle j}, а проценты начисляются {\displaystyle m} раз в году по сложной процентной ставке равной {\displaystyle ({\sqrt[{m}]{1+j}}-1)\approx j/m} (например, поквартально, тогда {\displaystyle m=4} или ежемесячно, тогда {\displaystyle m=12}).
Тогда формула для наращенной суммы через {\displaystyle k} лет:
{\displaystyle S=(1+{\sqrt[{m}]{1+j}}-1)^{mk}\cdot P=(1+j)^{k}\cdot P\approx \left(1+{\frac {j}{m}}\right)^{mk}\cdot P.}
В этом случае говорят о номинальной процентной ставке.
Сравнение сложных процентных ставок с разными интервалами начисления производят при помощи показателя годовая процентная доходность (APY).
Наконец, иногда рассматривают ситуацию так называемых непрерывно начисляемых процентов, то есть годовое число периодов начисления m устремляют к бесконечности. Процентную ставку обозначают {\displaystyle \delta }, а формула для наращенной суммы:
{\displaystyle S=(1+\delta )^{n}\cdot P\approx e^{\delta n}\cdot P.}
В этом случае номинальную процентную ставку {\displaystyle \delta } называют сила роста.

## Отношение к процентному доходу
С доходом в форме процентов на капитал тесно связано понятие ростовщичества.
В современной юридической практике процентный доход регламентирован разными законодательными нормами и как таковой не является правонарушением. Незаконным считается лишь очень высокий уровень процентов по сравнению со сложившейся практикой.
Но в религиях обычно высказывается отрицательное отношение к процентному доходу любого уровня. Так в исламе риба (доходы, полученные без труда, в том числе и в форме процентов) считаются запрещённым греховным деянием (харам) .